# 93 TCN
Năm 93 TCN là một năm trong lịch Julius. 